# Язево (Польща)
Язево (пол. Jaziewo) — село в Польщі, у гміні Штабін Августівського повіту Підляського воєводства.
Населення — 337 осіб (2011).
У 1975-1998 роках село належало до Сувальського воєводства.

## Демографія
Демографічна структура станом на 31 березня 2011 року:
|          | Загалом | Допрацездатний вік | Працездатний вік | Постпрацездатний вік |
| -------- | ------- | ------------------ | ---------------- | -------------------- |
| Чоловіки | 177     | 28                 | 113              | 36                   |
| Жінки    | 160     | 23                 | 82               | 55                   |
| Разом    | 337     | 51                 | 195              | 91                   |